# Deki Yangzom Wangchuck
Deki Yangzom Wangchuck (4 luglio 1946) è una principessa bhutanese.

## Biografia
La principessa Deki Yangzom è nata nel 1946, come terzogenita del re Jigme e di Pema Dechen. Studiò alla scuola del palazzo di Wangduechhoeling.
Sposò il Dasho Ugyen Dhendup, da cui divorziò nel 1984, e in seconde nozze Kuenlay Wangdi, impiegato come consigliere all'ambasciata del Bhutan a Nuova Delhi. Si sposò una terza volta con il Dasho Sangay Dorji.

## Cariche
- Presidente di Deki Corporation Limited;[1]
- Presidente di Drangchu Beverages Limited;[1]
- Vice presidente della Bhutan India Friendship Association (BIFA).[1]

## Discendenza
Deki Yangzom Wangchuck ha avuto tre figlie e due figli:
- Ashi Lhazen Nizalrica (5 febbraio 1979), ha studiato alla Woodstock School di Mussoorie;
- Dasho Jigme Namgyal (15 gennaio 1981), ha studiato alla Woodstock School di Mussoorie e al Berkeley College di New York;
- Dasho Wangchuk Dorji Namgyal (15 luglio 1985), ha studiato alla Woodstock School di Mussoorie, e al campus di Hua Hin della Webster University. Ha lavorato come pianificatore della comunicazione di Dentsu Thailand Limited;
- Ashi Yiwang Pindarica (15 gennaio 1988), ha studiato alla Kodaikanal International School e al campus di Hua Hin della Webster University, dove si è laureata nel 2011. Nel 2010 divenne giornalista e scrittrice per Business Bhutan;
- Ashi Namzay Kumutha (15 gennaio 1988), gemella della precedente, ha studiato presso la Kodaikanal International School e all'Università della Columbia Britannica.

## Titoli e trattamento
- 4 luglio 1946 - attuale: Sua Altezza Reale, la principessa Deki Yangzom Wangchuck

## Ascendenza
|                        |        |                 | Genitori          |  |  | Nonni |  |  | Bisnonni      |  |  | Trisnonni          |  |
|                        |        |                 |                   |  |  |       |  |  | Jigme Namgyal |  |  | Pila Gonpo Wangyal |  |
|                        |        |                 |                   |  |  |       |  |  | Jigme Namgyal |  |  | Pila Gonpo Wangyal |  |
|                        |        | Sonam Pedzom    |                   |  |  |       |  |  | Jigme Namgyal |  |  |                    |  |
| Ugyen Wangchuck        |        |                 |                   |  |  |       |  |  | Jigme Namgyal |  |  |                    |  |
|                        |        | Pema Choki      | Ugyen Phuntsho    |  |  |       |  |  |               |  |  |                    |  |
|                        |        | Pema Choki      | Ugyen Phuntsho    |  |  |       |  |  |               |  |  |                    |  |
|                        |        | Pema Choki      | Rinchen Pelmo     |  |  |       |  |  |               |  |  |                    |  |
| Jigme Wangchuck        |        | Pema Choki      |                   |  |  |       |  |  |               |  |  |                    |  |
|                        |        | Kunzang Thinley | Dungkar Gyeltshen |  |  |       |  |  |               |  |  |                    |  |
|                        |        | Kunzang Thinley | Dungkar Gyeltshen |  |  |       |  |  |               |  |  |                    |  |
|                        |        | Kunzang Thinley | ...               |  |  |       |  |  |               |  |  |                    |  |
| Tsundue Pema Lhamo     |        | Kunzang Thinley |                   |  |  |       |  |  |               |  |  |                    |  |
|                        |        | Sangay Drolma   | Kencho Wangdu     |  |  |       |  |  |               |  |  |                    |  |
|                        |        | Sangay Drolma   | Kencho Wangdu     |  |  |       |  |  |               |  |  |                    |  |
|                        |        | Sangay Drolma   | ...               |  |  |       |  |  |               |  |  |                    |  |
| Deki Yangzom Wangchuck |        | Sangay Drolma   |                   |  |  |       |  |  |               |  |  |                    |  |
|                        | Lamala | ...             |                   |  |  |       |  |  |               |  |  |                    |  |
|                        | Lamala | ...             |                   |  |  |       |  |  |               |  |  |                    |  |
|                        | Lamala | ...             |                   |  |  |       |  |  |               |  |  |                    |  |
| Jamyang                | Lamala |                 |                   |  |  |       |  |  |               |  |  |                    |  |
|                        |        | Kunzang Lhamo   | ...               |  |  |       |  |  |               |  |  |                    |  |
|                        |        | Kunzang Lhamo   | ...               |  |  |       |  |  |               |  |  |                    |  |
|                        |        | Kunzang Lhamo   | ...               |  |  |       |  |  |               |  |  |                    |  |
| Pema Dechen            |        | Kunzang Lhamo   |                   |  |  |       |  |  |               |  |  |                    |  |
|                        |        | Chimi Dorji     | Pema Tenzin       |  |  |       |  |  |               |  |  |                    |  |
|                        |        | Chimi Dorji     | Pema Tenzin       |  |  |       |  |  |               |  |  |                    |  |
|                        |        | Chimi Dorji     | Lhamo             |  |  |       |  |  |               |  |  |                    |  |
| Decho Dorji            |        | Chimi Dorji     |                   |  |  |       |  |  |               |  |  |                    |  |
|                        |        | Yeshay Choden   | Jigme Namgyal     |  |  |       |  |  |               |  |  |                    |  |
|                        |        | Yeshay Choden   | Jigme Namgyal     |  |  |       |  |  |               |  |  |                    |  |
|                        |        | Yeshay Choden   | Pema Choki        |  |  |       |  |  |               |  |  |                    |  |
|                        |        | Yeshay Choden   |                   |  |  |       |  |  |               |  |  |                    |  |